# 蛇柳
『蛇柳』（じゃやなぎ）とは、歌舞伎十八番のひとつ。

## 解説

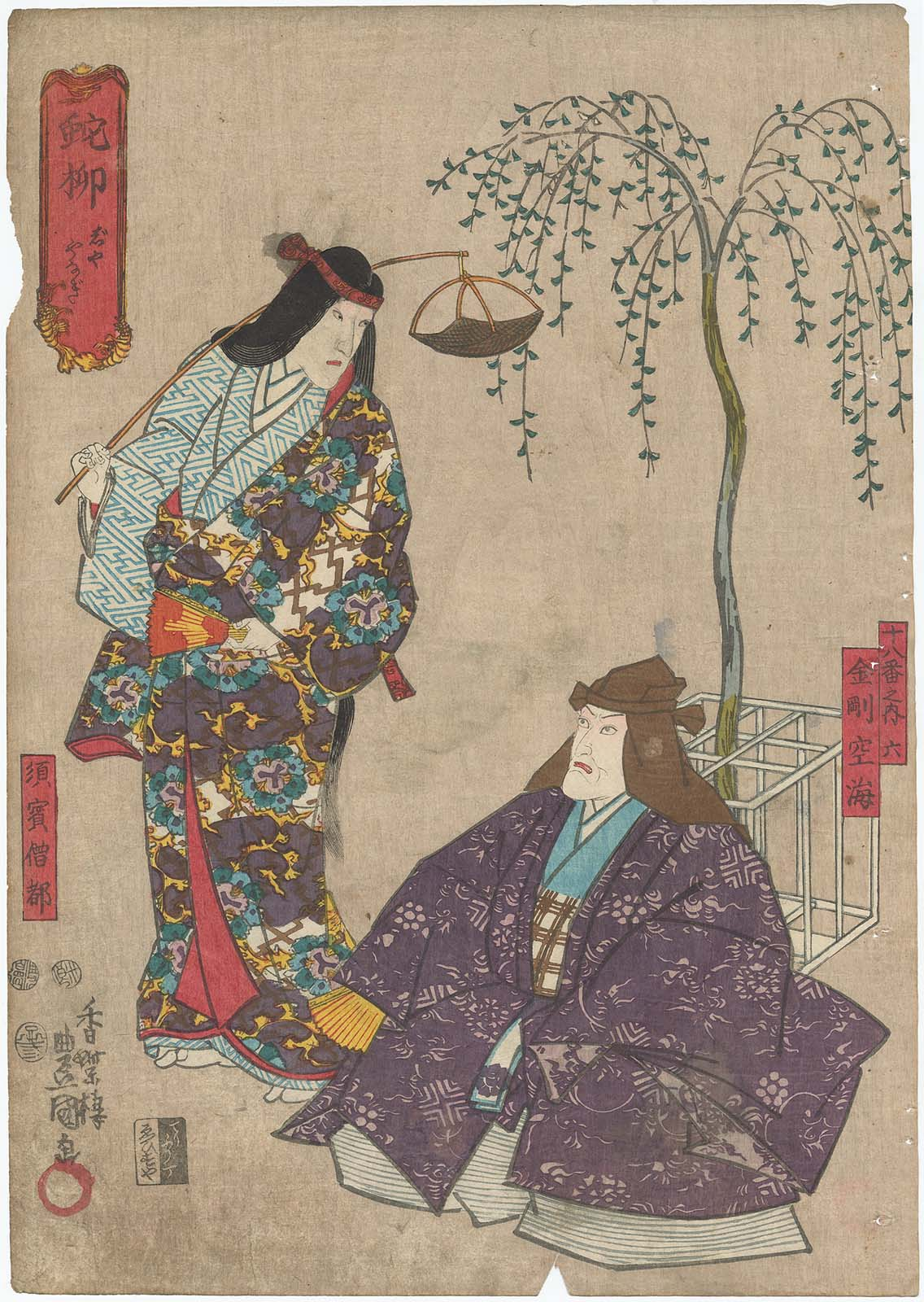
十八番之内六 蛇柳 （三代目歌川豊国画）

歌舞伎十八番は江戸歌舞伎の親玉ともいわれる市川團十郎のお家芸であるが、その中にはなぜ選ばれたのか、よくわからないものがある。それがこの『蛇柳』である。蛇柳というのは高野山にあった柳の木のことで、その昔弘法大師空海が法力を以って蛇を柳の木に変えたのだというが、この蛇柳の由来についても諸説あって定まらないようである。
この『蛇柳』は宝暦13年（1763年）5月、江戸中村座の『百千鳥大磯流通』（ももちどりおおいそがよい）に四代目市川團十郎によって上演された。これは当時定例の曽我物の三番目にあたり、同年2月から興行された同名の芝居の続き物として、5月になってから出されたものである（ちなみに二番目は二代目澤村宗十郎演じる『梅の由兵衛』であった）。この時『夏柳烏玉川』（なつやなぎうばのたまがわ）という外題で、大薩摩節を使ったという。その内容は『歌舞妓年代記』によれば、
「…次に高野山蛇柳　團十郎丹波の助太郎、道化の仕内（しうち）、後に三勝が死霊のり移り、大薩摩主膳太夫浄るりにて嫉妬のあれ（荒れ）大当（おおあたり）なり」
とある。また『中古戯場説』には、「下河辺庄司が娘のぼふこん（亡魂）おんりやう（怨霊）にて、高野山の検岩（？　原文ノママ）丹波の助太郎といふ馬鹿大当り」とある。「三勝」というのは当時の女形役者、嵐三勝のことである。この時の一番目に三勝演じるおきよという娘（下河辺庄司が娘）が、金五郎という男に恋慕するが殺されるという筋があり、「三勝が死霊」とはそのおきよの死霊で、三番目に四代目團十郎演ずる丹波の助太郎という馬鹿者（『寺子屋』のよだれくりのような役だったか）が、高野山の蛇柳の前で道化た仕草をみせたあと、おきよの死霊がその体に乗り移り、大薩摩の浄瑠璃を使って嫉妬に荒れ狂う様子を見せたらしい。この内容に高野山の蛇柳がどのように関わっていたのかは明らかではない。また「嫉妬のあれ」というのを荒事と解釈する向きもあるが、たとえ役の上では男であっても女の霊がとり付いていたというのだから、嫉妬事を見せる女の所作だったと考えられる。この『蛇柳』はその後再演はされなかった。
嘉永5年（1852年）、三代目歌川豊国は歌舞伎十八番の芝居絵（ただし実際の舞台に基づかない見立絵）を世に出している。その中の『蛇柳』の絵を見ると本行（能）の僧侶のなりをして座る「金剛空海」と、その傍らに立っているこれもほぼ本行どおりの姿の女が描かれるが、なぜかその女の名は「須賓僧都」と記されている（ちなみに空海は五代目市川海老蔵の、女のほうは八代目市川團十郎の似顔絵となっている）。そして両者のうしろにはやはり本行で使われるような柳の木の作り物がある。歌舞伎の芝居というよりは能の演目の一場面のようであるが、空海はまだしも、なぜ女の姿で「僧都」と称しているのか、またそもそも「須賓僧都」とは一体何者なのか、詳細は不明である。またここには「おきよ」も「丹波の助太郎」も登場しない。一向に要領を得ない絵ではあるが、とにかく当時すでに四代目團十郎の演じた『蛇柳』の内容が詳らかでなくなっていたことは間違いなく、歌舞伎十八番が制定された時も、四代目が大当りを取ったらしいというだけの理由でその中に入れられた可能性が高い。
近代になって五代目市川三升（贈 十代目市川團十郎）は上演の絶えていた歌舞伎十八番の復活を志し、『解脱』、『嫐』、『七つ面』など次々に上演したが、この『蛇柳』は上演するための材料の乏しさからか、なかなか手をつけずにいた。のちに三升は昭和22年（1947年）の東京劇場で、川尻清潭の脚本により『蛇柳』を上演したが、この時は悪七兵衛景清が平家の重宝である青山の琵琶を求めて高野山の蛇柳を訪れ、その根もとに琵琶があると見て伐ろうとすると、蛇柳の精が現れ景清と争うという内容で、全く新しく創作されたものであった。
この五代目三升による上演以来、『蛇柳』は久しく舞台に取り上げられることはなかったが、平成25年（2013年）8月にシアターコクーンにて十一代目市川海老蔵が松岡亮の脚本、藤間勘十郎の演出により内容を新たにし、舞踊劇として上演している。